# Ерёмин, Феофан Александрович
Феофан Александрович Ерёмин (5 марта 1866, Уральск — 1919) — врач, депутат Государственной думы II, III и IV созывов от Уральской области.

## Биография
По вероисповеданию — единоверец. По происхождению казак 1-й Уральской станицы Уральского казачьего войска. В 1884 окончил Уральскую войсковую гимназию с серебряной медалью. С 1884 учился на медицинском факультете Императорского Казанского университета, но в декабре 1887 отчислен из-за участия в волнениях студентов. В апреле 1889 зачислен как канцелярский служащий в штат правления Уральского войска в городе Уральске. С 1892 делопроизводитель правления. В 1894—1895 годах стал чиновником особых поручений при военном губернаторе Уральской области. В 1895 получил чин коллежского секретаря, позднее коллежский асессор. В 1897 смог восстановиться на медицинском факультете  Императорского Казанского университета, окончил его в 1899. Работал врачом в Уральске и Уральской области. Депутат от 1-й Уральской станицы на съезде выборных от станичных обществ Уральского казачьего войска. Занимался сельским хозяйством, будучи владельцем хутора и сада на нераздельной земле Уральского казачьего войска в станице Каменской. Владел домом в городе Уральске. Вошёл в состав Конституционно-демократической партии.
12 марта 1907 избран в Государственную думу II созыва от съезда уполномоченных от казачьих станиц. Вошёл в Казачью группу. Состоял в думской комиссии по местному управлению и самоуправлению.
14 октября 1907 избран в Государственную думу III созыва от войскового населения Уральского казачьего войска. Был членом Конституционно-демократической фракции и Казачьей группы. Председатель 10-го отдела Государственной думы. Состоял в думских комиссиях по исполнению государственной росписи доходов и расходов и по рыболовству. Выступил с докладом от имени Комиссии по рыболовству. Поставил свою подпись под законопроектами «Об изменении правил о рассмотрении государственной росписи», «О распространении Земского положения на Область войска Донского», «Об изменении порядка наряда казаков на действительную службу», «Об учреждении окружного суда в Ростове-на-Дону», «Правила приема в высшие учебные заведения», «О найме торговых служащих», «О распространении на Астраханскую губернию Положения о земских учреждениях», «О введении в Архангельской губернии земского самоуправления», «Об отмене смертной казни». 27 ноября 1908 года Уральское областное правление направило в Канцелярию Государственной думы указ об отставке Ерёмина.
25 октября 1912 избран в Государственную думу IV созыва от войскового населения Уральского казачьего войска. Снова вошёл в состав Конституционно-демократической фракции и в Казачью группу. Состоял в думских комиссиях по рыболовству, по исполнению государственной росписи доходов и расходов, по старообрядческим вопросам, о мерах к прекращению ненормального вздорожания предметов первой необходимости, по военным и морским делам. Выступил с докладом от имени Комиссии по рыболовству. Состоял в Прогрессивном блоке.
В Первую мировую войну принимал участие в работе, направленной на помощь фронту; в том числе, старший врач лазарета Уральского войскового собрания, созданного на средства Российского общества Красного Креста.
Участник Белого движения. В белых войсках Восточного фронта. В начале 1918 года товарищ председателя Уральского войскового правительства. Умер от тифа 1919 году.

## Семья
Был женат, семеро детей.

### Рекомендуемые источники
- Усманова Д. М. Профессора и выпускники Казанского университета в Думе и Государственном совете России, 1906—1917. Казань, 2002.
- Российский государственный исторический архив. Фонд 1278, Опись 1 (2-й созыв). Дело 147; Дело 576. Лист 5-8; Опись 9. Дело 263, 264.